# 太戊
太戊（？—？），或作大戊，子姓，名密，《史記·殷本紀》記載其廟號為中宗，商朝君王，《史記·殷本紀》言為前任君王小甲、雍己之弟，繼雍己之後為國君，然而據甲骨文周祭卜辭，雍己卻排在大戊之後，因此學者認為雍己應為大戊之弟。《書·無逸》及《太平御覽》引《史記》皆謂太戊在位七十五年。太戊在位時，擧賢人伊陟為丞相，天下大治，諸侯歸附。諸子可證者有仲丁、止壬、河亶甲。

## 在位年數
現今流傳文獻記載的太戊在位年數有2種說法：
- 在位15年，《冊府元龜》。
- 在位75年，《尚書·無逸》、《史記·魯世家》、《今本竹書紀年》、《太平御覽》卷83引《史記》，《皇極經世》、《資治通鑑外紀》、《資治通鑑前編》、《通志》、《文獻通考》均同。

近代學者大多認同太戊在位75年說，而姜文奎以殷墟卜辭稱祖乙為中宗，而太戊之兄小甲、雍己分別在位17年及12年，太戊若在位75年，則年壽必定接近百歲，推定太戊在位19年。

## 妻
妣壬，甲骨文作“大戊配妣壬”，中丁之母

## 陵墓
《内黄县志》记载：“商王中宗陵在县西南二十五里茨范村。”宋太祖开宝七年（974年）立有《大宋新修商帝中宗庙碑铭并序》。1986年，河南省内黄县亳城乡刘茨范村东的刘茨范遗址被公布为河南省文物保护单位。